# André Jacquemin
Pour les articles homonymes, voir André Jacquemin (homonymie).
André Jacquemin, né à Épinal le 3 septembre 1904 et mort à Paris le 16 janvier 1992, est un peintre, graveur et illustrateur français.

## Biographie
Marie Henri André Jacquemin est élève de Charles Albert Waltner (1846-1925) et de Jean-Paul Laurens à l’École des beaux-arts de Paris.
En 1928, il fonde, avec onze autres graveurs — dont Yves Alix, Amédée de La Patellière et Robert Lotiron —, la Société de la jeune gravure contemporaine et obtient, en 1936, le grand prix national des arts, attribué pour la première fois à un graveur. En 1937, il représente la gravure française à la Biennale de Venise.
En 1953, il devient conservateur du musée de l'image et du musée départemental des Vosges à Épinal.
On lui doit près de 1 000 estampes et de nombreuses illustrations de livres.
Ses œuvres figurent dans plusieurs musées français et étrangers.
Il présida la Société d'émulation des Vosges de 1955 à 1974.
Il a dirigé le Libre journal d’André Jacquemin à Radio Courtoisie autour des années 1988-1991.

## Collections publiques
- Genève, musées d'Art et d'Histoire :
  - Paysage d'hiver, 1950 ;
  - Les Épis, 1950.
- Paris :
  - département des estampes et de la photographie de la Bibliothèque nationale de France.
  - musée national d'Art moderne :
    - L'église Saint-Gervais sous la neige, 1939 ;
    - Village de Domont, 1939.
- Québec, Musée national des beaux-arts du Québec :
  - Dégel vosgien ;
  - Fin de journée en avril.
- Sceaux, musée du Domaine départemental : Place à Bagneux, pointe sèche sur vélin.

## Expositions
- Quatre graveurs : Jean Couy, Jean Deville, André Jacquemin, Élisabeth de la Mauvinière, musée de l'Ardenne et musée Rimbaud, Charleville-Mézières, avril-septembre 1970.
- 1982-1983 : exposition à la Monnaie de Paris.
- 2007 : Le Puy-en-Velay, musée Crozatier.
- Exposition rétrospective, galerie Sagot-Le Garrec, 2016[5].

## Distinctions

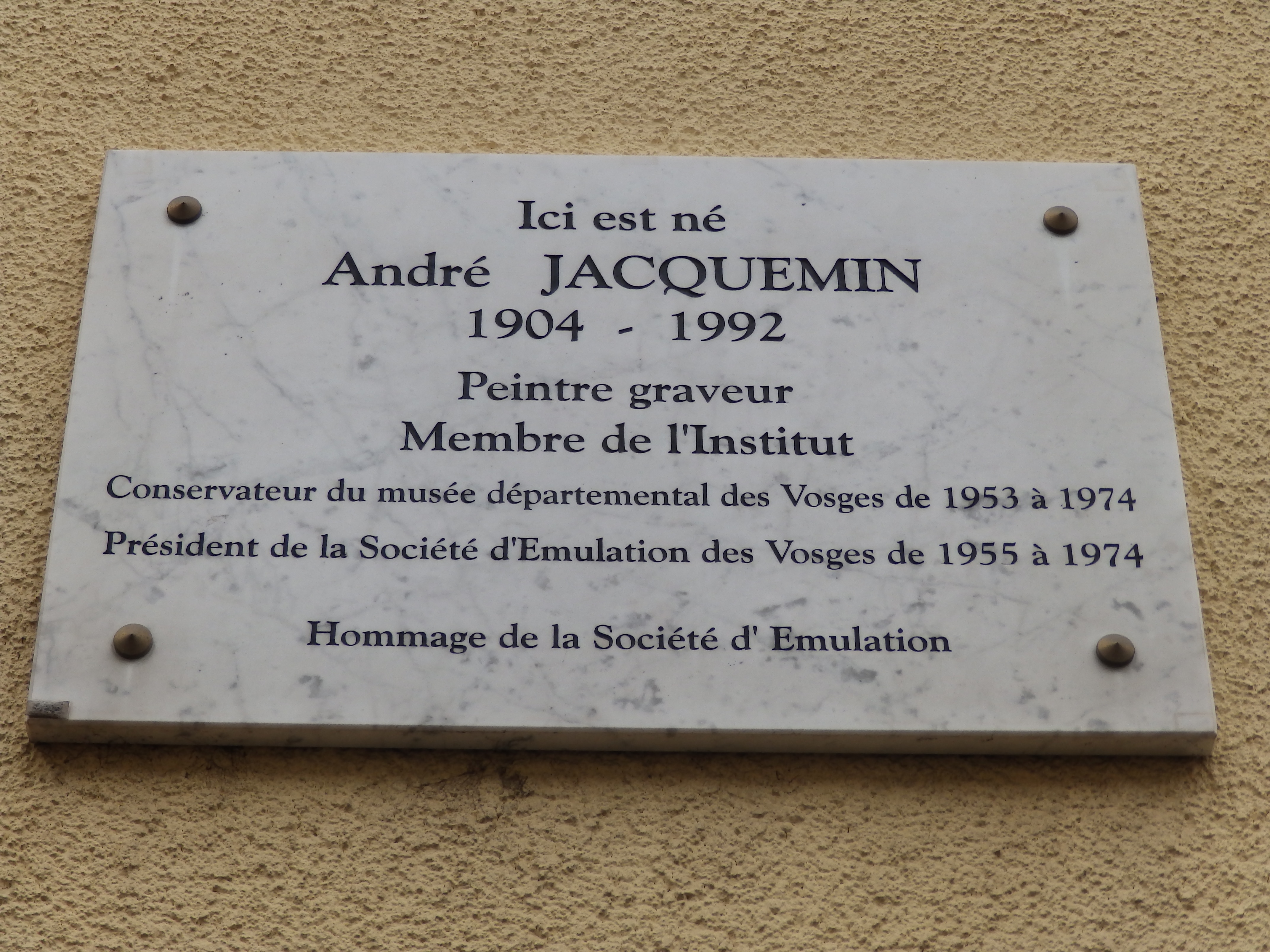
Plaque commémorative à Épinal.

- 1981 : membre de l’Académie des beaux-arts, section gravure.
- Officier de la Légion d'honneur.
- Officier de l'ordre des Arts et des Lettres (1963)[6]

## Ouvrages illustrés
- Jules Michelet, L'Oiseau, pointes sèches d'André Jacquemin, Paris, Les Bibliophiles de France, 1952[7].
- Maurice Barrès, La Vallée de la Moselle, texte extrait des chapitres 10 et 11 de L'Appel au soldat), pointes sèches d'André Jacquemin, Paris, les Bibliophiles de l'Est, 1957[8].
- Émile Verhaeren, Les Campagnes Hallucinées, eaux-fortes, Club du Livre Philippe Lebaud, 1962.
- Georges Bernanos, Dialogues des carmélites, pointes sèches par André Jacquemin, Paris, les Bibliophiles de l'Automobile Club de France, 1976[9].
- André Guillot, La Grande cuisine bourgeoise, souvenirs, secrets, recettes, 23 compositions d'André Jacquemin, Paris, Flammarion, 1976[10].
- André Malraux, Les Chênes qu'on abat..., 17 pointes-sèches par André Jacquemin, Paris, le Livre contemporain, 1984[11].
- Pierre-Roger Gaussin, Cinq siècles de politique matrimoniale chez les Polignac, quelques fructueuses alliances… et d'autres qui le furent moins : in Cahiers de la Haute-Loire 1975, Le Puy-en-Velay, Cahiers de la Haute-Loire, 1975 (lire en ligne), une illustration à l'encre du château de Polignac de 1966.